# Кембс
Кембс (фр. Kembs) — коммуна на северо-востоке Франции в регионе Гранд-Эст (бывший Эльзас — Шампань — Арденны — Лотарингия), департамент Верхний Рейн, округ Мюлуз, кантон Брёнстат. До марта 2015 года коммуна административно входила в состав упразднённого кантона Сирентс (округ Мюлуз).
Площадь коммуны — 16,45 км², население — 4210 человек (2006) с выраженной тенденцией к росту: 4855 человек (2012), плотность населения — 295,1 чел/км².

## Население
Численность населения коммуны в 2011 году составляла 4634 человека, а в 2012 году — 4855 человек.
| 1962 | 1968 | 1975 | 1982 | 1990 | 1999 | 2005 | 2006 | 2010 | 2011 | 2012 |
| ---- | ---- | ---- | ---- | ---- | ---- | ---- | ---- | ---- | ---- | ---- |
| 1703 | 2009 | 2211 | 2575 | 3016 | 3739 | 4139 | 4210 | 4514 | 4634 | 4855 |

Динамика населения:

## Экономика
В 2010 году из 3202 человек трудоспособного возраста (от 15 до 64 лет) 2530 были экономически активными, 672 — неактивными (показатель активности 79,0 %, в 1999 году — 73,6 %). Из 2530 активных трудоспособных жителей работали 2310 человек (1242 мужчины и 1068 женщин), 220 числились безработными (101 мужчина и 119 женщин). Среди 672 трудоспособных неактивных граждан 212 были учениками либо студентами, 201 — пенсионерами, а ещё 259 — были неактивны в силу других причин.
На протяжении 2011 года в коммуне числилось 1915 облагаемых налогом домохозяйств, в которых проживало 4569,5 человек. При этом медиана доходов составила 29662 евро на одного налогоплательщика.